# حلوة محدبة الفلقات
حلوة محدبة الفلقات (الاسم العلمي: Glycine cyrtoloba) هي نوع من نباتات تتبع جنس الحلوة من الفصيلة البقولية.